# Puerto Rico en los Juegos Olímpicos de Albertville 1992
Puerto Rico estuvo representado en los Juegos Olímpicos de Albertville 1992 por seis deportistas masculinos que compitieron en dos deportes.
El portador de la bandera en la ceremonia de apertura fue el piloto de bobsleigh Jorge Bonnet. El equipo olímpico puertorriqueño no obtuvo ninguna medalla en estos Juegos.